# Stara Bircza
Stara Bircza (do 1968 Bircza Stara) – wieś w Polsce położona w województwie podkarpackim, w powiecie przemyskim, w gminie Bircza}. Leży na terenie Pogórza Przemyskiego.
Wieś, położona w powiecie przemyskim, była własnością Andrzeja Drohojowskiego, została spustoszona w czasie najazdu tatarskiego w 1672 roku.
W II Rzeczypospolitej wieś była położona powiecie dobromilskim województwa lwowskiego. W 1945 nacjonaliści ukraińscy z OUN-UPA zamordowali 15 Polaków i spalili 131 polskich gospodarstw.
W latach 1975–1998 miejscowość administracyjnie należała do województwa przemyskiego.
Przez miejscowość przepływa niewielka rzeka Stupnica, dopływ Sanu. Znajduje się tu siedziba Nadleśnictwa Bircza.
We wsi, na wzgórzu graniczącym z Birczą, znajdował się cmentarz i drewniana cerkiew greckokatolicka pod wezwaniem św. Sawy, zbudowana w 1797 roku. Spłonęła w 1926 roku.

## Części wsi
| SIMC    | Nazwa | Rodzaj    |
| ------- | ----- | --------- |
| 0599617 | Kuzie | część wsi |

## Demografia
- 1785 – 140 grekokatolików, 65 rzymskich katolików
- 1840 – 335 grekokatolików (brak danych na temat innych wyznań)
- 1859 – 331 grekokatolików
- 1879 – 420 grekokatolików
- 1899 – 515 grekokatolików
- 1926 – 539 grekokatolików
- 1929 – 646 mieszkańców
- 1938 – 578 grekokatolików
- 2006 – 574 osoby